# Krystyna ze Spoleto
Krystyna ze Spoleto (ur. ok. 1432 w Osteno we Włoszech, zm. 13 lutego 1458 w Spoleto) – włoska augustianka i błogosławiona Kościoła katolickiego.

## Życiorys

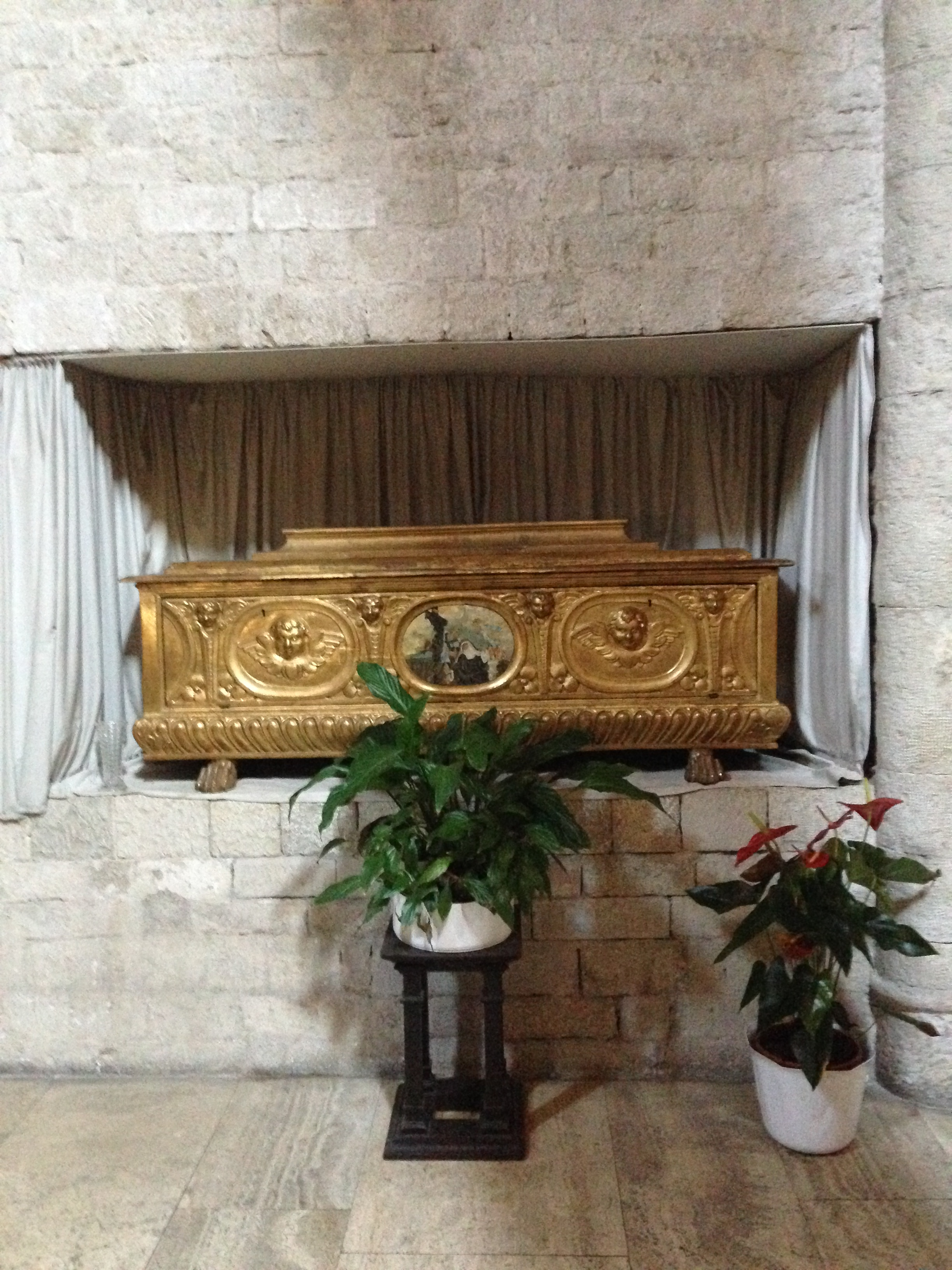
Grób bł. Krystyny ze Spoleto

Agostina Camozzi urodziła się ok. 1432 roku jako córka lekarza. Udała się do Werony i przyjęła imię Krystyna. Mieszkała w niektórych klasztorach augustianów i uprawiała umartwienia. W 1457 rozpoczęła pielgrzymkę do Asyżu, Rzymu i Palestyny. W drodze powrotnej dotarła do Spoleto, gdzie opiekowała się chorymi w miejskim szpitalu. Zmarła 13 lutego 1458 i została pochowana w kościele augustianów św. Mikołaja. Wiele łask i cudów przypisywanych jej wstawiennictwu przyczyniły się do rozpowszechniania jej kultu. W 1834 papież Grzegorz XVI ogłosił ją błogosławioną.